# هاپاراندا
هاپاراندا (به سوئدی: Haparanda) یک شهر در سوئد است که در استان نوربوتن واقع شده‌است.

## خصوصیات
هاپاراندا ۴٫۴۳ کیلومترمربع مساحت و ۴٬۸۵۶ نفر جمعیت دارد.